# 에르베 코피
쿠아쿠 에르베 코피(프랑스어: Kouakou Hervé Koffi, 1996년 10월 16일 ~ )는 부르키나파소의 축구 선수로, 현재 벨기에 클럽 샤를로이와 부르키나파소 국가대표팀에서 골키퍼로 활약하고 있다.

## 구단 경력
2015년 11월에 코트디부아르 아비장의 ASEC 미모자에 입단했다.
2017년 6월 21일, 코피는 5년 계약으로 릴에 입단했다. 그는 2017년 8월 20일, 리그 1 2-0으로 패한 캉과의 경기에서 릴 데뷔 전을 치렀다.
2019-20 시즌, 코피는 B-SAD로 임대 이적하여 약간의 경미한 부상에도 불구하고 20번의 리그 경기에 출전했다. 다음 시즌, 그는 릴의 파트너 클럽인 무스크롱에 또 다른 임대로 합류하여 앤트워프로 떠난 장 부테즈를 대신했다.
2021년 7월 6일, 벨기에의 샤를루아로 이적하였다.

## 국가대표팀 경력
2015년에 코피는 아프리카 게임 축구 토너먼트에서 부르키나파소 국가대표팀을 대표했다. 2017년에 그는 2017년 아프리카 네이션스컵에서 부르키나파소를 대표했다. 코피는 카메룬에서 열린 2021년 아프리카 네이션스컵에도 참가했다.